# Anton McKee
Anton Sveinn McKee (ur. 18 grudnia 1993 w Reykjavíku) – islandzki pływak, specjalizujący się w stylu dowolnym, klasycznym i zmiennym.
Wystartował na igrzyskach olimpijskich w Londynie w wyścigu na 1500 metrów stylem dowolnym, gdzie zajął 25. miejsce z czasem 15:29.40, a także na 400 m stylem zmiennym, gdzie przypłynął do mety na 31. miejscu w czasie 4:25.06.
Anton Sveinn McKee jest aktualnym rekordzistą Islandii w wyścigu na dystansie 800 i 1500 m stylem dowolnym, a także na 400 m stylem zmiennym.